# ATP Challenger Winnipeg
Das ATP Challenger Winnipeg (offizieller Name: Winnipeg National Bank Challenger) ist ein Tennisturnier in Winnipeg, das 2016 zum ersten Mal ausgetragen wurde. Es ist Teil der ATP Challenger Tour und wird im Freien auf Hartplatz ausgetragen.

## Liste der Sieger

### Einzel
| Jahr                         | Sieger         | Finalgegner      | Ergebnis       |
| ---------------------------- | -------------- | ---------------- | -------------- |
| 2025                         | Liam Draxl     | Alexander Blockx | 1:6, 6:3, 6:4  |
| 2024                         | Benjamin Bonzi | Shō Shimabukuro  | 5:7, 6:1, 6:4  |
| 2023                         | Ryan Peniston  | Leandro Riedi    | 6:4, 4:6, 6:4  |
| 2022                         | Emilio Gómez   | Alexis Galarneau | 6:3, 7:64      |
| 2020–2021: nicht ausgetragen |                |                  |                |
| 2019                         | Norbert Gombos | Brayden Schnur   | 7:63, 6:3      |
| 2018                         | Jason Kubler   | Lucas Miedler    | 6:1, 6:1       |
| 2017                         | Blaž Kavčič    | Peter Polansky   | 7:5, 3:6, 7:5  |
| 2016                         | Gō Soeda       | Blaž Kavčič      | 6:74, 6:4, 6:2 |

### Doppel
| Jahr                         | Sieger                             | Finalgegner                         | Ergebnis           |
| ---------------------------- | ---------------------------------- | ----------------------------------- | ------------------ |
| 2025                         | Keshav Chopra Andres Martin        | Naoki Nakagawa Kris van Wyk         | 7:62, 3:6, [10:3]  |
| 2024                         | Christian Harrison Cannon Kingsley | Yūta Shimizu Kaichi Uchida          | 6:1, 6:4           |
| 2023                         | Gabriel Diallo Leandro Riedi       | Juan Carlos Aguilar Taha Baadi      | 6:2, 6:3           |
| 2022                         | Billy Harris Kelsey Stevenson      | John-Patrick Smith Max Schnur       | 2:6, 7:69, [10:8]  |
| 2020–2021: nicht ausgetragen |                                    |                                     |                    |
| 2019                         | Darian King Peter Polansky         | Hunter Reese Adil Shamasdin         | 7:68, 6:3          |
| 2018                         | Marc-Andrea Hüsler Sem Verbeek     | Marcel Granollers Gerard Granollers | 6:75, 6:3, [14:12] |
| 2017                         | Luke Bambridge David O’Hare        | Yūsuke Takahashi Renta Tokuda       | 6:2, 6:2           |
| 2016                         | Mitchell Krueger Daniel Nguyen     | Jarryd Chaplin Benjamin Mitchell    | 6:2, 7:5           |